# 상나라의 왕
다음은 중국 고대 국가인 상나라의 역대 군주 목록이다.

## 상나라 왕의 선조
| 묘호       | 칭호           | 성명           |
| ---------- | -------------- | -------------- |
| －         | 설(契)         | 자설(子契)     |
| －         | 소명(昭明)     |                |
| －         | 상토(相土)     | 자상토(子相土) |
| －         | 창약(昌若)     |                |
| －         | 조(曹)         |                |
| －         | 명(冥)         | 자명(子冥)     |
| 고조(高祖) | 왕해(王亥)     | 자해(子亥)     |
| －         | 왕항(王恒)     | 자항(子恒)     |
| －         | 상갑미(上甲微) | 자미(子微)     |
| －         | 보을(報乙)     |                |
| －         | 보병(報丙)     |                |
| －         | 보정(報丁)     |                |
| －         | 시임(示壬)     |                |
| 기종(夔宗) | 시계(示癸)     |                |

## 상나라 역대 왕
| 대수 | 묘호        | 시호            | 성명        | 사기명          | 갑골문자명          | 재위기간                       |
| ---- | ----------- | --------------- | ----------- | --------------- | ------------------- | ------------------------------ |
| 1대  | 태조 (太祖) | 태무왕 (太武王) | 자리 (子履) | 탕 (湯)         | 당, 대을 (唐, 大乙) | 기원전 1600년 ~ 기원전 1587 년 |
| 2대  |             | 애왕 (哀王)     | 자승 (子勝) | 외병 (外丙)     | 복병 (卜丙)         | 기원전 1588년 ~ 기원전 1587년  |
| 3대  |             | 의왕 (懿王)     | 자용 (子庸) | 중임 (仲壬)     |                     | 기원전 1586년 ~ 기원전 1583년  |
| 4대  | 태종 (太宗) | 문왕 (文王)     | 자지 (子至) | 태갑 (太甲)     | 대갑 (大甲)         | 기원전 1582년 ~ 기원전 1571년  |
| 5대  |             | 소왕 (昭王)     | 자순 (子絢) | 옥정 (沃丁)     |                     | 기원전 1570년 ~ 기원전 1542년  |
| 6대  |             | 선왕 (宣王)     | 자변 (子辯) | 태경 (太庚)     | 대경 (大庚)         | 기원전 1541년 ~ 기원전 1517년  |
| 7대  |             | 경왕 (敬王)     | 자고 (子高) | 소갑 (小甲)     |                     | 기원전 1516년 ~ 기원전 1500년  |
| 8대  |             | 원왕 (元王)     | 자밀 (子密) | 옹기 (雍己)     |                     | 기원전 1499년 ~ 기원전 1487년  |
| 9대  | 중종 (中宗) | 경왕 (景王)     | 자주 (子伷) | 태무 (太戊)     | 대무 (大戊)         | 기원전 1486년 ~ 기원전 1422년  |
| 10대 |             | 효성왕 (孝成王) | 자장 (子莊) | 중정 (中丁)     | 중정 (中丁)         | 기원전 1421년 ~ 기원전 1401년  |
| 11대 |             | 사왕 (思王)     | 자발 (子發) | 외임 (外壬)     | 복임 (卜壬)         | 기원전 1400년 ~ 기원전 1386년  |
| 12대 |             | 전평왕 (前平王) | 자정 (子整) | 하단갑 (河亶甲) | 전갑 (戔甲)         | 기원전 1385년 ~ 기원전 1377년  |
| 13대 |             | 목왕 (穆王)     | 자등 (子滕) | 조을 (祖乙)     | 차을 (且乙)         | 기원전 1376년 ~ 기원전 1358년  |
| 14대 |             | 환왕 (桓王)     | 자단 (子旦) | 조신 (祖辛)     | 차신 (且辛)         | 기원전 1357년 ~ 기원전 1342년  |
| 15대 |             | 희왕 (僖王)     | 자유 (子踰) | 옥갑 (沃甲)     | 강갑 (羌甲)         | 기원전 1341년 ~ 기원전 1337년  |
| 16대 |             | 장왕 (莊王)     | 자신 (子新) | 조정 (祖丁)     | 차정 (且丁)         | 기원전 1336년 ~ 기원전 1328년  |
| 17대 |             | 경왕 (頃王)     | 자경 (子更) | 남경 (南庚)     |                     | 기원전 1327년 ~ 기원전 1322년  |
| 18대 |             | 도왕 (悼王)     | 자화 (子和) | 양갑 (陽甲)     | 상갑 (象甲)         | 기원전 1321년 ~ 기원전 1315년  |
| 19대 | 세조 (世祖) | 문성왕 (文成王) | 자순 (子旬) | 반경 (盤庚)     | 반경 (般庚)         | 기원전 1314년 ~ 기원전 1287년  |
| 20대 |             | 장왕 (章王)     | 자송 (子頌) | 소신 (小辛)     |                     | 기원전 1286년 ~ 기원전 1252년  |
| 21대 |             | 혜왕 (惠王)     | 자렴 (子斂) | 소을 (小乙)     |                     | 기원전 1251년                  |
| 22대 | 고종 (高宗) | 양왕 (襄王)     | 자소 (子昭) | 무정 (武丁)     |                     | 기원전 1250년 ~ 기원전 1192년  |
| 23대 |             | 후평왕 (後平王) | 자약 (子躍) | 조경 (祖庚)     | 차경 (且庚)         | 기원전 1191년 ~ 기원전 1148년  |
| 24대 | 세종 (世宗) | 정왕 (定王)     | 자재 (子載) | 조갑 (祖甲)     | 차갑 (且甲)         | 기원전 1148년                  |
| 25대 | 갑종 (甲宗) | 공왕 (共王)     | 자선 (子先) | 늠신 (廪辛)     |                     | 기원전 1148년                  |
| 26대 | 강조 (康祖) | 안왕 (安王)     | 자효 (子囂) | 경정 (庚丁)     | 강정 (康丁)         | 기원전 1148년                  |
| 27대 | 무조 (武祖) | 열왕 (烈王)     | 자구 (子瞿) | 무을 (武乙)     |                     | 기원전 1147년 ~ 기원전 1113년  |
| 28대 |             | 광왕 (匡王)     | 자탁 (子托) | 태정 (太丁)     | 문정 (文丁)         | 기원전 1112년 ~ 기원전 1102년  |
| 29대 |             | 덕왕 (德王)     | 자선 (子羡) | 제을 (帝乙)     |                     | 기원전 1101년 ~ 기원전 1076년  |
| 30대 |             | 주왕 (紂王)     | 자수 (子受) | 제신 (帝辛)     |                     | 기원전 1075년 ~ 기원전 1046년  |